# Chape

El chape de la vaina está etiquetado como 10.

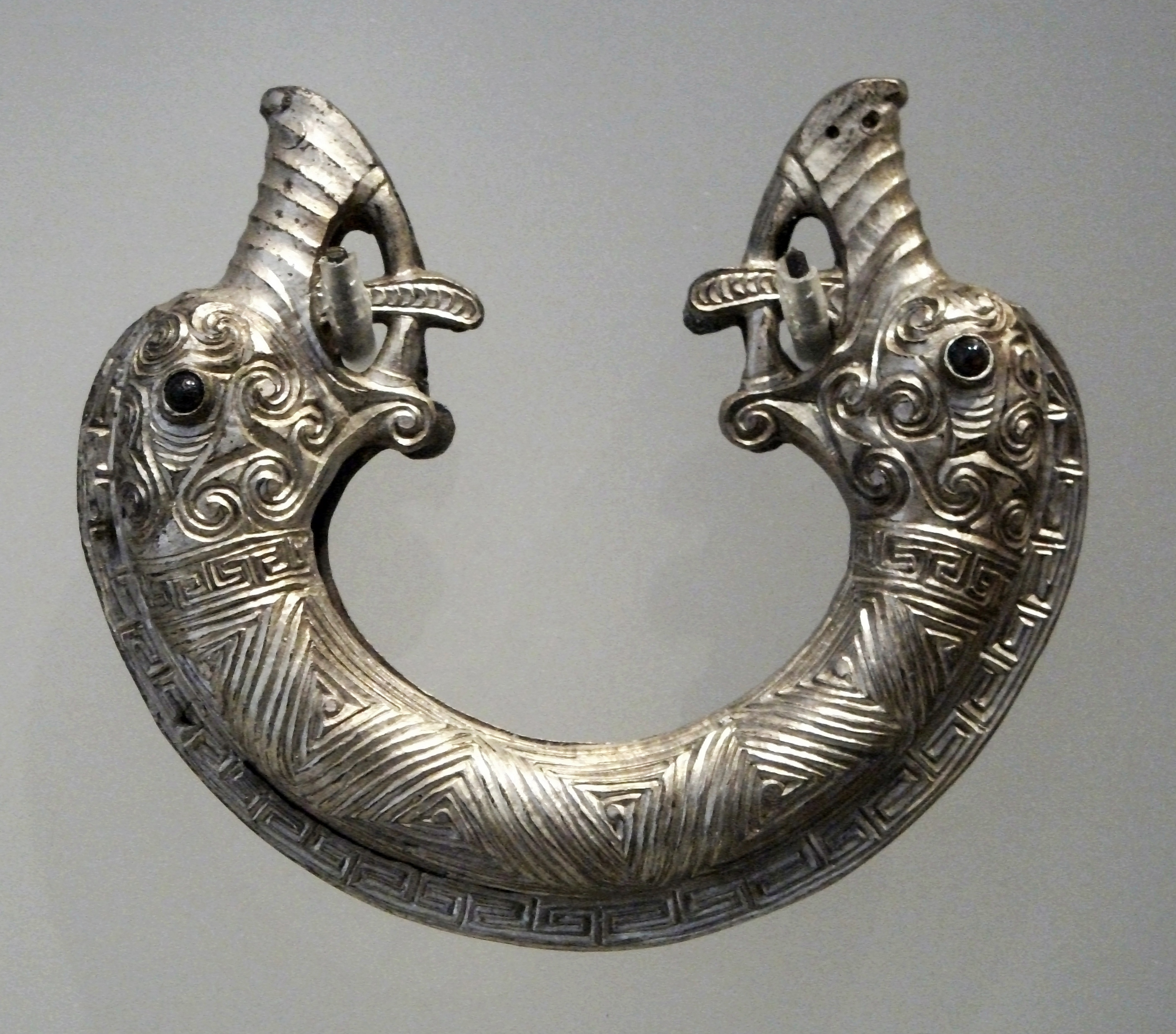
Chape de la vaina del tesoro de la isla de Saint Ninian

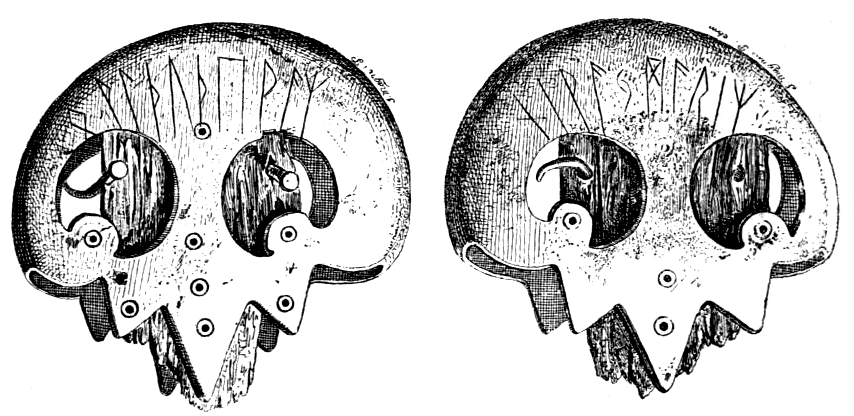
Ilustración del chape de Thorsberg que muestra inscripciones rúnicas en ambos lados

Un chape es un accesorio protector en la parte inferior de una vaina o funda para una espada o daga. Las armas de hoja históricas a menudo tenían vainas de cuero con accesorios de metal en cada extremo, a veces decoradas. Por lo general, tienen una especie de forma de U, que protege solo los bordes, o una forma de bolsillo que cubre también los lados de la vaina. El extremo reforzado de una vaina de metal de una sola pieza también se puede llamar chape.
El chape de la vaina no debe confundirse con el chappe, un término francés —guarda en español o rain-guard en inglés— en la espada misma, un ajuste en la parte superior de la hoja en las armas medievales tardías, justo debajo de la cruceta de la empuñadura.

## Etimología
La palabra deriva del latín "cappa", que significa capucha o capa, o punta o cabeza.

## Arqueología
Con el "relicario" o "garganta" encajando en el extremo superior, abierto, de la vaina (9 en el diagrama; de manera confusa, en francés esto es un chappe), el chape es a menudo la única parte de una vaina que sobrevive en el terreno para que los arqueólogos lo encuentren. Las capiteles de vaina notables incluyen el chape germánico de Thorsberg, con una inscripción en runas, de alrededor del año 200 d. C. Un llamativo chape plateado que termina en cabezas de animales o monstruos del tesoro de la isla de St Ninian se encuentra ahora en el Museo de Escocia en Edimburgo. Este podría ser anglosajón, escocés o picto, y data de alrededor del año 800 d. C. Quizás el período más interesante para los chapes sea el arte celta, en el que se utilizaron una variedad de formas y adornos.

## Chapes de hebilla

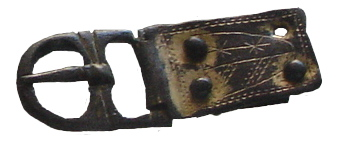
Un chape con hebilla

Un chape de hebilla es la placa o accesorio que conecta algunas hebillas a su cinturón o correa.